# Gordos (film 2009)
Gordos è un film spagnolo del 2009, scritto e diretto da Daniel Sánchez Arévalo.

## Trama
Cinque persone notevolmente sovrappeso si incontrano durante una terapia di gruppo cui hanno deciso di partecipare per comprendere le rispettive motivazioni che li hanno condotti all'obesità. Ognuno di loro, durante le sedute, diventerà consapevole che le cause del proprio disagio si nascondono ben al di là del mero rapporto con il cibo. Allo stesso tempo, però, tutti loro troveranno la forza per affrontare le paure, le ossessioni e le necessità ma anche per cercare di realizzare i sogni e i desideri.

## Produzione
Le riprese del film si sono svolte nelle seguenti località spagnole: Santander, Maliaño (Camargo), Boadilla del Monte, Getafe, Madrid, Torrelavega. La produzione ha richiesto più di 11 mesi, perché il film è stato girato in ordine cronologico e gli attori hanno dovuto aumentare e perdere peso.

## Distribuzione
La première mondiale del film ha avuto luogo l'11 giugno 2009 a Santander, seguìta il 6 settembre dalla presentazione presso la 66ª edizione della Mostra Internazionale d'Arte Cinematografica (Biennale di Venezia), all'interno delle Giornate degli Autori.
In Spagna è uscito il 10 settembre dello stesso anno in Catalogna, e il giorno dopo nel resto del Paese.

## Riconoscimenti
- 2010 - Premios Goya
  - Miglior attore non protagonista a Raúl Arévalo
- 2010 - Premios de la Unión de Actores y Actrices
  - miglior attrice cinematografica non protagonista a Verónica Sánchez, miglior attrice cinematografica di supporto a Pilar Castro, miglior attore cinematografico di supporto a Fernando Albizu, miglior attrice rivelazione a Leticia Herrero.